# The Hit Parade
The Hit Parade to album J-popowej grupy muzycznej Puffy AmiYumi wydany w 2002. Utwory to przeróbki głównie japońskich hitów z lat siedemdziesiątych oraz osiemdziesiątych.

## Lista utworów
1. Image Down
2. Hurricane
3. Turn It into Love
4. Cherry
5. Hi-Teen Boogie
6. New York City Nights
7. Aoi Namida
8. Hitoni Yasashiku
9. Choushou
10. Kakkoman Boogie